# Bosenská východní dráha

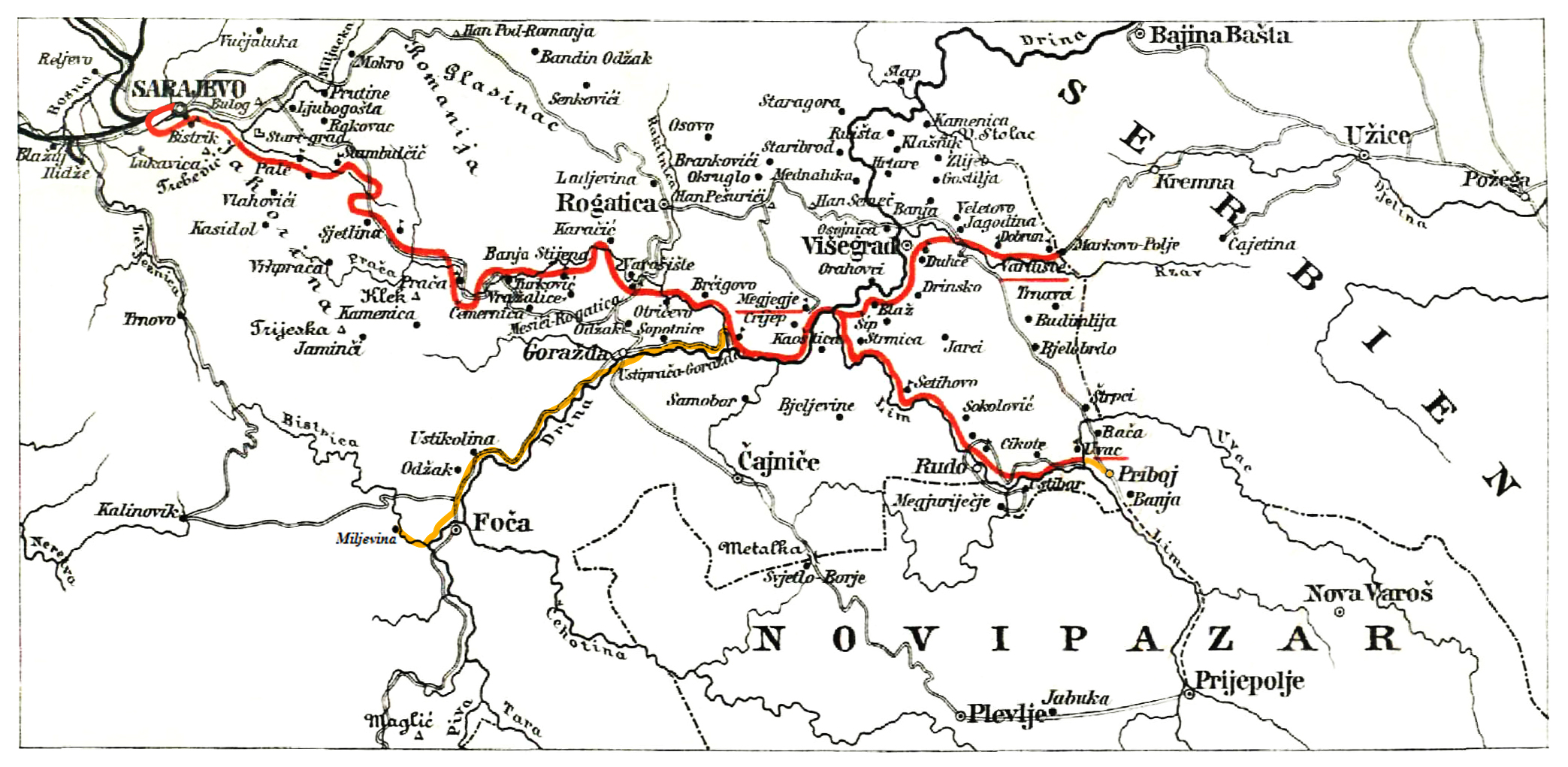
Trať na rakousko-uherské mapě.

Bosenská východní dráha (německy Bosnische Ostbahn, srbochorvatsky Bosanska istočna željeznica/Босанска источна жељезница) byla úzkorozchodná železnice (rozchod kolejí 760 mm) spojující Sarajevo s městy Priboj a Višegrad. Byla dlouhá 228 km. V provozu byla v letech 1906 až 1978.

## Vedení trati
Kvůli horské krajině a unikátním výhledům přitahovala trať pozornost turistických průvodců již nedlouho po svém vzniku a ještě v dobách existence Rakousko-Uherska.
Začínala v Sarajevu v nadmořské výšce 524 m n. m. Odtud pokračovala do Bistriku na úpatí horského masivu Trebević. Následně byla od 12. kilometru vedena úzkým údolím řeky Miljacka Paljanska, kterým pokračovala až do města Pale. Vybudována zde byla řada tunelů a galerií a také tři velké železné mosty.
Z Pale pokračovala trať až k pohoří Jahorina, pod kterým vedl tunel o délce 852 m. Poté trať prudce klesala směrem k řece Drině. Klesání skončilo u stanice Ustiprača v nadmořské výšce 340 m. Odtud pokračovala až do stanice Novo Goražde, odkud vedla odbočka do města Foča a k dolu Miljevina. Hlavní trať pokračovala z obce Ustiprača až do stanice Vardište; vedena byla v těžko přístupných skalách, kde musela být proražena řada tunelů a vybudován nespočet opěrných zdí.

## Historie

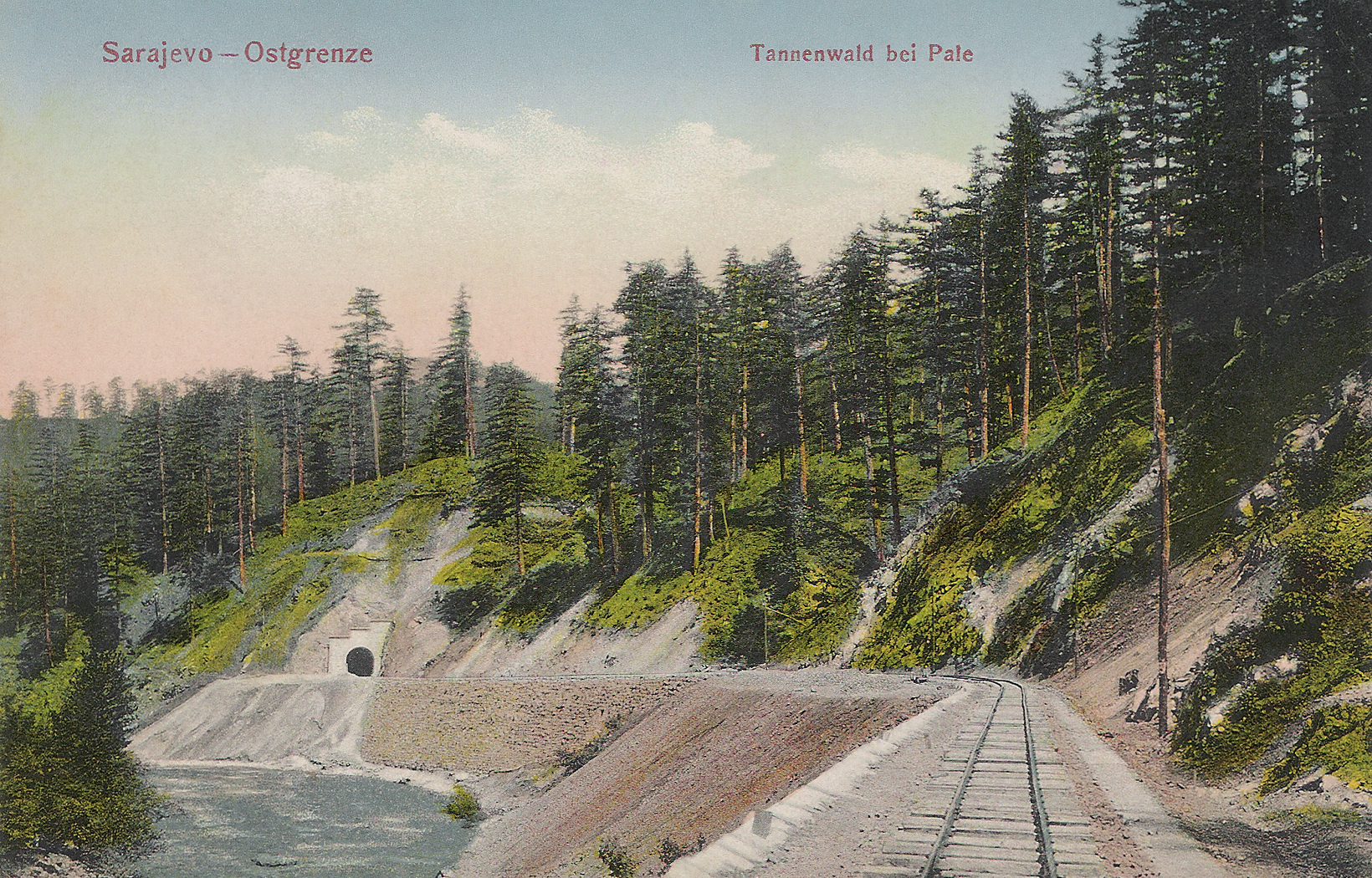
Trať na kolorované fotografii v úseku mezi Sarajevem a městem Pale.

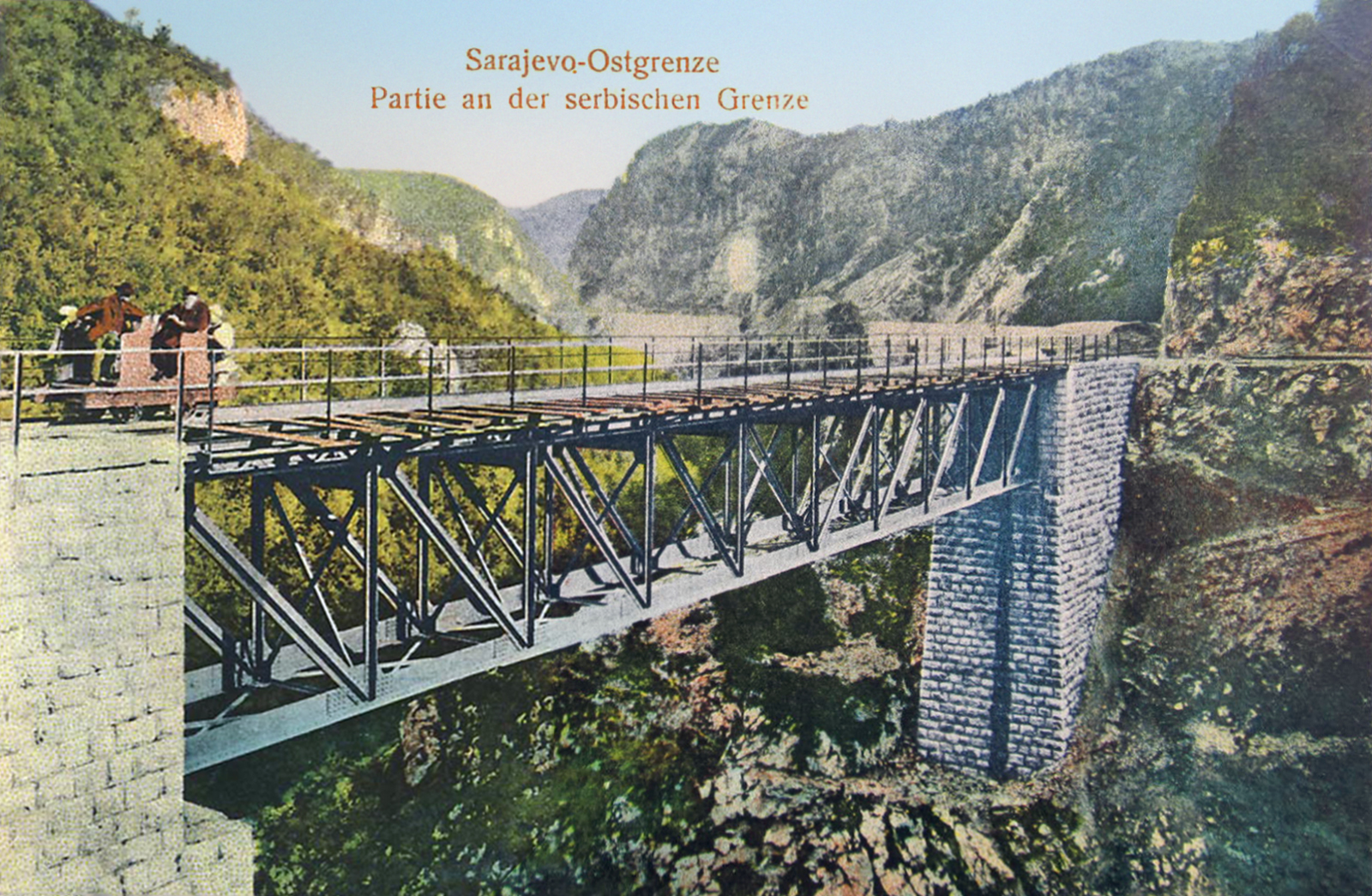
Viadukt u stanice Dobrik.

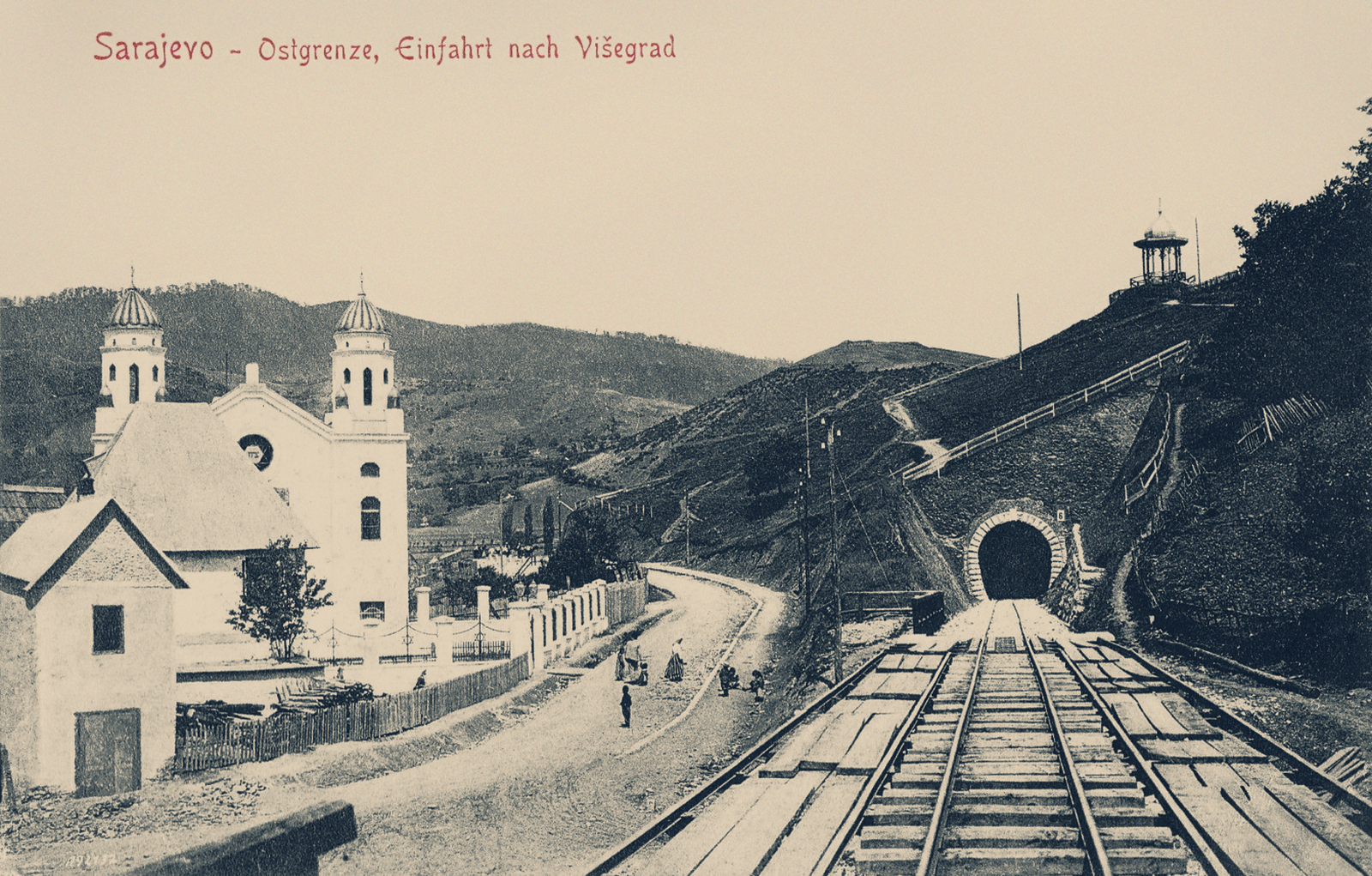
Trať ve Višegradu.

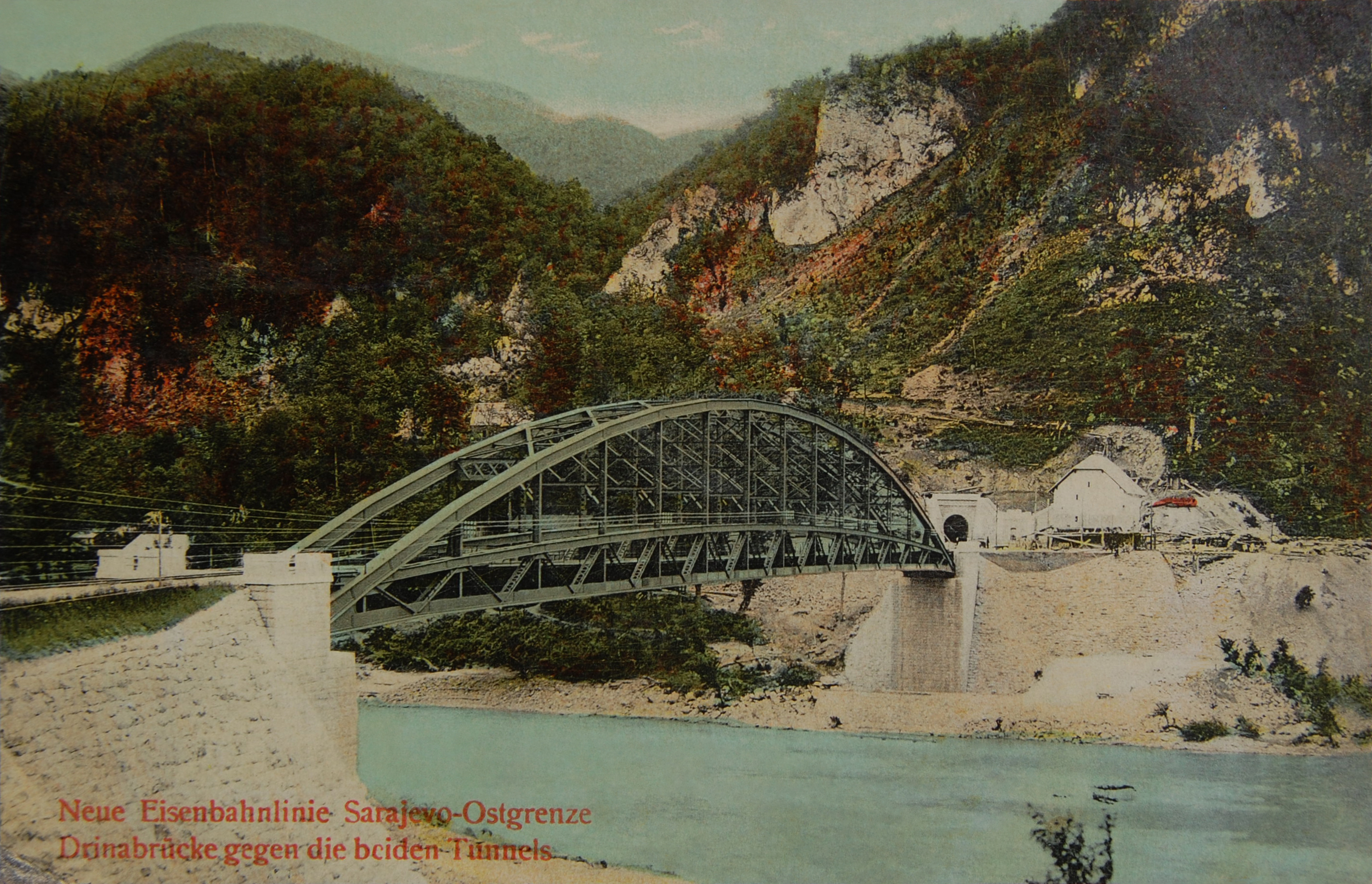
Most přes řeku Drinu.

V roce 1900 během výstavby trati Sarajevo–Ploče navrhl guvernér Bosny a Hercegoviny Benjámin Kállay rakousko-uherské vládě zrealizovat železniční spojení centra Bosny s regionem Sandžak, který se dnes nachází na pomezí mezi Srbskem a Černou Horou. Výstavba takové trati o rozchodu kolejí 1435 mm by přišla monarchii na 50 milionů tehdejších korun.
| Sarajevo–Dobrun        | 4. června 1906  | 120,5 km |
| Most na Drini–Uvac     | 4. června 1906  | 38,8 km  |
| Dobrun–Vardište        | 1. srpna 1906   | 7,4 km   |
| Uvac–Priboj            | 1. ledna 1929   | 4,5 km   |
| Ustiprača–Foča         | 17. září 1939   | 41,6 km  |
| Sarajevo–Novo Sarajevo | 20. května 1951 | 1,2 km   |
| Foča–Miljevina         | 1. června 1962  | 14,0 km  |
| celkem                 | celkem          | 228,0 km |

Vzhledem k tomu, že se náklady ukázaly být příliš vysoké ve srovnání s možným ekonomickým přínosem trati, shodla se uherská politická reprezentace na výstavbě levnější úzkorozchodné trati. Ta měla vést ze Sarajeva na východ k údolí řeky Uvac na hranici s Osmanskou říší a obci Vardište na hranici se Srbskem. V náročném horském terénu se však ukázalo, že výstavba nebude levná. Finální odhad uváděl sumu 75 milionů korun. Stoupání na některých částech trati dosahovalo hodnoty až 18 promile. Bylo nezbytné vybudovat okolo stovky tunelů a galerií, opěrných zdí a řadu mostů. Přes řeku Drinu byl v kilometru 98,7 zbudován most o délce 130 m. Stavební materiál na most přivezlo 94 železničních vagonů z továrny v Českém Těšíně. Dřevěné lešení, které bylo pro potřeby mostu zbudováno, bylo 10 m široké a 23 m vysoké.
Výstavba trati probíhala v letech 1902 až 1906. Její význam byl především vojenský. Díky ní bylo zajištěno lepší spojení s městy Goražde, Foča a Čajniče. Kromě několika menších bosenských měst však ale vedla především neosídlenými horskými oblastmi nebo hlubokými údolími. Z ekonomického hlediska byl význam pramalý; hospodářská výměna mezi Rakouskem-Uherskem a sousedním Srbskem začala nedlouho po otevření trati kvůli tzv. prasečí válce klesat. Pro místní obyvatelstvo však byla trať neskutečným technologickým pokrokem, který umožňoval cestování. I když se doprava cestujících a zboží nevyplácela, cesta ze Sarajeva do Podriní se zkrátila natolik, že bylo možné cestovat v obou směrech během jednoho dne. Tuto skutečnost popsal i spisovatel Ivo Andrić ve svém románu Most na Drině.[zdroj?]
Po první světové válce se z pohraniční trati stala vnitrostátní železniční trať ve správě železnic Království Jugoslávie. Roku 1925 byla trať napojena na Šarganskou osmičku, díky čemuž vlaky dojely ze Sarajeva až do Užice v západním Srbsku. Bylo tak možné zajistit pravidelné železniční spojení mezi Sarajevem a Bělehradem, provozovány byly denní i noční vlaky.
Roku 1929 byla trať prodloužena otevřením nového úseku mezi stanicemi Uvac a Priboj a roku 1932 bylo dokončeno prodloužení z Ustiprači do Foči. V roce 1962 pak byla dobudována ještě vlečka do uhelného dolu Miljevina.
Během druhé světové války byly na trati strženy mosty přes řeku Drinu a provoz musel být přerušen.
O osudu trati se diskutovalo v 60. letech 20. století v souvislosti s modernizací jugoslávské železniční sítě. Některé trati úzkého rozchodu byly přebudovávány na standardní rozchod tak, aby bylo možné zvýšit jejich kapacitu. Byl vypracován plán přerozchodování trati, který počítal s novým tunelem pod pohořím Jahorina. Plán však nebyl realizován. Na trať byly vypravovány tři vlaky denně (dle jízdního řádu 1965/1966 pro trať č. 127) ze Sarajeva do Bělehradu a zpět, jízdní doba byla asi 15 hodin. Taženy byly parními lokomotivami. Protože se provoz ukázal nekonkurenceschopný se silniční dopravou a obnova trati by byla příliš nákladná, bylo rozhodnuto o ukončení provozu. 28. května 1978 byl vypraven poslední vlak.
V současné době[kdy?] je dochována řada původních staničních budov, některé tunely a opěrné zdi. Úsek jižně od Sarajeva, kde trať stoupala směrem k Pale, posloužil pro vedení obchvatu města, který byl dokončen v roce 1984. Šarganská osmička na hranici mezi Srbskem a Bosnou a Hercegovinou je provozována jako turistcká trať, v roce 2011 byla prodloužena až do Višegradu.

## Stanice

### Sarajevo-Ustiprača
- Sarajevo
- Bistrik
- Dovlići
- Pale
- Koran
- Stambulčić
- Sjetlina
- Podgrab
- Prača
- Renovica
- Banja Stijena
- Sudići
- Mesići-Rogatica
- Brčigovo
- Dub
- Ustiprača

### Ustiprača-Vardište
- Ljučevo
- Međeđa
- Šip
- Višegrad
- Bosanska Jagodina
- Dobrun
- Vardište

### Ustiprača-Priboj
- Strmac
- Setihovo
- Mrsovo
- Rudo
- Rudo Rzav
- Priboj